# 1975年のパシフィック・リーグプレーオフ
1975年のパシフィック・リーグプレーオフは、1975年10月にプロ野球パシフィック・リーグの前期優勝チームと後期優勝チームの2球団で行われたプレーオフである。

## 概要
前期優勝の上田利治監督率いる阪急ブレーブスと後期優勝の西本幸雄監督率いる近鉄バファローズとの対決となった。西本は2年前まで阪急の監督を務め、弱小チームだった阪急を5度の優勝を誇る強豪チームに育て上げた本人であり、近鉄監督としてもBクラス常連のチームを就任2年でプレーオフ進出するまでに育て上げた。西本のチームを継承する形で阪急監督となった上田は、かつて阪急のコーチとして西本に師事しており、師弟対決としても話題を呼んだ。
日本プロ野球では初となる指名打者制を用いたポストシーズンである。

## 試合結果
| 日付                     | 試合   | ビジター球団（先攻） | スコア   | ホーム球団（後攻） | 開催球場     |
| 10月15日（水）           | 第1戦  | 近鉄バファローズ     | 11 - 7   | 阪急ブレーブス     | 阪急西宮球場 |
| 10月16日（木）           | 第2戦  | 近鉄バファローズ     | 4 - 5    | 阪急ブレーブス     | 阪急西宮球場 |
| 10月17日（金）           | 移動日 | 移動日               | 移動日   | 移動日             | 移動日       |
| 10月18日（土）           | 第3戦  | 雨天中止             | 雨天中止 | 雨天中止           | 藤井寺球場   |
| 10月19日（日）           | 第3戦  | 阪急ブレーブス       | 3 - 0    | 近鉄バファローズ   | 藤井寺球場   |
| 10月20日（月）           | 第4戦  | 阪急ブレーブス       | 5 - 3    | 近鉄バファローズ   | 藤井寺球場   |
| 年間優勝：阪急ブレーブス |        |                      |          |                    |              |

### 第1戦
10月15日　西宮　観衆14000人
| 近鉄 | 0 | 2 | 0 | 2 | 0 | 7 | 0 | 0 | 0 | 11 |
| 阪急 | 2 | 0 | 1 | 0 | 1 | 0 | 2 | 0 | 1 | 7  |

（近）鈴木、○芝池（1勝）－有田修

（急）足立、●山田（1敗）－中沢、河村

本塁打

（近）有田修1号2ラン（2回足立）、伊勢1号満塁（6回山田）

（急）マルカーノ1号2ラン（1回鈴木）、大熊1号ソロ（5回鈴木）
序盤から点の取り合いになり、5回に大熊忠義のソロ本塁打で阪急が4-4と追いついたが、近鉄は次の6回に有田修のタイムリーで勝ち越し、なおも1死満塁で伊勢孝夫がグランドスラムを叩き込み、試合を決めた。阪急は5回途中から足立光宏をリリーフした山田久志の乱調が誤算だった。

### 第2戦
10月16日　西宮　観衆10500人
| 近鉄 | 3 | 0 | 0 | 0 | 1 | 0 | 0 | 0 | 0 | 4 |
| 阪急 | 0 | 0 | 1 | 0 | 0 | 1 | 1 | 2 | X | 5 |

（近）●神部（1敗）、芝池－有田修

（急）○山口（1勝）－中沢、河村

本塁打

（急）マルカーノ2号ソロ（6回神部）、河村1号ソロ（7回神部）、長池1号2ラン（8回神部）
1回、前日の勢いを残す近鉄は山口高志を攻め、佐々木恭介、有田修のタイムリーで3点を先制した。ここで上田監督は投手の山口ではなく捕手の中沢伸二を交代する意外な選手起用策に出るが、これが功を奏し、山口を立ち直らせた。この選手起用は、1958年の日本シリーズ第4戦（西鉄－巨人）で稲尾和久が序盤に打ち込まれた際、三原脩監督が投手ではなく捕手を代えて稲尾を立ち直らせることに成功したのを上田監督が思い出したことによるという（近藤唯之「ダッグアウトの指揮官たち」）。阪急はマルカーノ、中沢に代わった河村健一郎の本塁打で追い上げ、8回、長池徳二が劇的な逆転2ランホームラン。山口は最後まで投げぬき、12安打を浴びながらも完投した。

### 第3戦
10月19日　藤井寺　観衆32000人
| 阪急 | 0 | 1 | 2 | 0 | 0 | 0 | 0 | 0 | 0 | 3 |
| 近鉄 | 0 | 0 | 0 | 0 | 0 | 0 | 0 | 0 | 0 | 0 |

（急）○足立（1勝）－河村

（近）●鈴木（1敗）、柳田－有田修

本塁打

（急）長池2号2ラン（3回鈴木）
雨で1日順延し、第1戦と同じ近鉄・鈴木、阪急・足立の顔合わせ。阪急は2回マルカーノのタイムリーで先制、3回長池の2ランが飛び出し、鈴木をKO。足立は2塁も踏ませないほぼ完璧な投球で3安打無四球の完封勝利。

### 第4戦
10月20日　藤井寺　観衆21000人
| 阪急 | 2 | 0 | 0 | 0 | 0 | 1 | 0 | 0 | 2 | 5 |
| 近鉄 | 0 | 0 | 0 | 0 | 0 | 3 | 0 | 0 | 0 | 3 |

（急）○山口（2勝）－河村

（近）井本、●芝池（1勝1敗）－有田修

本塁打

（急）福本1号ソロ（9回芝池）、加藤秀1号ソロ（9回芝池）
0-3とリードされた近鉄は6回、無死満塁から佐々木の2点タイムリーで1点差に詰め寄り、さらに西村俊二のスクイズで同点に追いついた。しかし9回、福本豊が芝池をとらえ、決勝本塁打。さらに加藤秀司がダメ押しの一発。阪急が3年ぶり、2シーズン制初の年間優勝を決めた。山口が第2戦に続く完投で胴上げ投手となった。阪急は過去2年間プレーオフで敗退しており、まさに三度目の正直だった。

## 表彰選手
- 最優秀選手 長池徳二（急）
- 敢闘賞　有田修三(近)
- 首位打者 マルカーノ（急）
- 優秀投手　山口高志(急)
- 技能賞　足立光宏(急)
- 優秀選手　マルカーノ(急)

## テレビ・ラジオ放送

### テレビ中継
- 第1戦：10月15日
  - 関西テレビ
    - 解説：岡本伊三美
- 第2戦：10月16日
  - 関西テレビ
    - 解説：岡本伊三美
- 第3戦：10月19日
  - 毎日放送
    - 解説：稲尾和久
- 第4戦：10月20日
  - 朝日放送
    - 解説：根本陸夫

### ラジオ中継
- 第1戦：10月15日
  - NHKラジオ第1　解説：鶴岡一人
  - 朝日放送　解説：皆川睦雄　ゲスト解説：江本孟紀
  - 毎日放送　解説：本屋敷錦吾
- 第2戦：10月16日
  - NHKラジオ第1　解説：加藤進
  - 朝日放送　解説：花井悠　ゲスト解説：江本孟紀
  - 毎日放送　解説：永井正義
- 第3戦：10月19日
  - NHKラジオ第1　解説：小西得郎
  - 朝日放送　解説：根本陸夫　ゲスト解説：江本孟紀
  - 毎日放送
- 第4戦：10月20日
  - NHKラジオ第1　解説：鶴岡一人
  - 朝日放送　解説：花井悠　ゲスト解説：江本孟紀